# Coppa d'Asia 2001 (calcio femminile)
La Coppa d'Asia femminile 2001, nota anche come 2001 AFC Women's Asian Cup, è stata la tredicesima edizione della massima competizione asiatica di calcio femminile, organizzata con cadenza biennale dalla Asian Football Confederation (AFC). Il torneo, che nella sua fase finale ha visto confrontarsi quattordici nazionali, si è disputato a Taiwan dal 4 al 16 dicembre 2001.
Il torneo è stato vinto dalla Corea del Nord per la prima volta in assoluto, superando in finale il Giappone 2-0.

## Stadi
Gli incontri del torneo vennero disputati a Nuova Taipei in due stadi.
| Nuova Taipei | Nuova Taipei          | Nuova Taipei          |
| ------------ | --------------------- | --------------------- |
| Nuova Taipei | Taipei County Stadium | Yunlin County Stadium |
| Nuova Taipei | Capacità: 30 000      | Capacità: 10 000      |
| Nuova Taipei |                       |                       |

## Format
Al torneo hanno preso parte quattordici squadre tra cui le padroni di casa di Taipei cinese e i campioni in carica della Cina. Le squadre sono divise in tre gironi all'italiana, di cui due da cinque squadre e uno da quattro. Al termine della fase a gironi si qualificano alla fase a eliminazione le prime classificate dei gironi insieme alla miglior seconda classificata.

## Squadre partecipanti
- Cina
- Corea del Nord
- Corea del Sud
- Filippine
- Giappone
- Guam
- Hong Kong

- India
- Malaysia
- Singapore
- Taipei cinese
- Thailandia
- Uzbekistan
- Vietnam

## Fase a gruppi

### Gruppo A

#### Classifica
| Pos. | Squadra       | Pt | G | V | N | P | GF | GS | DR  |
| ---- | ------------- | -- | - | - | - | - | -- | -- | --- |
| 1.   | Corea del Sud | 12 | 4 | 4 | 0 | 0 | 15 | 0  | +15 |
| 2.   | Taipei cinese | 9  | 4 | 3 | 0 | 1 | 24 | 1  | +23 |
| 3.   | Thailandia    | 6  | 4 | 2 | 0 | 2 | 5  | 9  | -4  |
| 4.   | India         | 3  | 4 | 1 | 0 | 3 | 3  | 13 | -10 |
| 5.   | Malaysia      | 0  | 4 | 0 | 0 | 4 | 0  | 24 | -24 |

#### Risultati
| Nuova Taipei 4 dicembre 2001 | Taipei cinese | 14 – 0 | Malaysia |  |

| Nuova Taipei 4 dicembre 2001                                                                                            | India     | 0 – 7 referto                                                                         | Corea del Sud |  |
| \| \| \| \| \| \| Marcatori \| ?’ Yoo Young-sil ?’ Lee Myung-hwa ?’, ?’ Koak Mi-Hi ?’ Kong Sun-Mi ?’, ?’ Cha Sung-Mi \| |           |                                                                                       |               |  |
| |           |                                                                                       |               |  |
| | Marcatori | ?’ Yoo Young-sil ?’ Lee Myung-hwa ?’, ?’ Koak Mi-Hi ?’ Kong Sun-Mi ?’, ?’ Cha Sung-Mi |               |  |

| Nuova Taipei 6 dicembre 2001 | Malaysia | 0 – 4 | Thailandia |  |

| Nuova Taipei 6 dicembre 2001                                                                             | Taipei cinese | 5 – 0 referto | India |  |
| \| \| \| \| \| Lee Ming-Shu 12’, 61’ Liao Ying-Wan ?’ Huang Chun-Lan ?’ Lin Chi-I 85’ \| Marcatori \| \| |               |               |       |  |
| |               |               |       |  |
| Lee Ming-Shu 12’, 61’ Liao Ying-Wan ?’ Huang Chun-Lan ?’ Lin Chi-I 85’                                   | Marcatori     |               |       |  |

| Nuova Taipei 8 dicembre 2001 | Malaysia | 0 – 3 | Corea del Sud |  |

| Nuova Taipei 8 dicembre 2001 | Taipei cinese | 5 – 0 | Thailandia |  |

| Nuova Taipei 10 dicembre 2001 | India | 0 – 1 | Thailandia |  |

| Nuova Taipei 10 dicembre 2001 | Taipei cinese | 0 – 1 | Corea del Sud |  |

| Nuova Taipei 12 dicembre 2001 | Corea del Sud | 4 – 0 | Thailandia |  |

| Nuova Taipei 12 dicembre 2001                                         | India     | 3 – 0 referto | Malaysia |  |
| \| \| \| \| \| Sujata Kar 21’, 22’ Shanti Devi 27’ \| Marcatori \| \| |           |               |          |  |
|                                                                       |           |               |          |  |
| Sujata Kar 21’, 22’ Shanti Devi 27’                                   | Marcatori |               |          |  |

### Gruppo B

#### Classifica
| Pos. | Squadra        | Pt | G | V | N | P | GF | GS | DR  |
| ---- | -------------- | -- | - | - | - | - | -- | -- | --- |
| 1.   | Corea del Nord | 12 | 4 | 4 | 0 | 0 | 48 | 0  | +48 |
| 2.   | Giappone       | 9  | 4 | 3 | 0 | 1 | 28 | 2  | +26 |
| 3.   | Vietnam        | 6  | 4 | 2 | 0 | 2 | 11 | 7  | +4  |
| 4.   | Singapore      | 3  | 4 | 1 | 0 | 3 | 2  | 47 | -45 |
| 5.   | Guam           | 0  | 4 | 0 | 0 | 4 | 1  | 34 | -33 |

#### Risultati
| Nuova Taipei 4 dicembre 2001                                                                                           | Giappone  | 14 – 0 | Singapore |  |
| \| \| \| \| \| Kasajima ?’ Sawa ?’, ?’, ?’, ?’ Otani ?’, ?’ Isaka ?’, ?’, ?’, ?’ Sato ?’, ?’ Obe ?’ \| Marcatori \| \| |           |        |           |  |
| |           |        |           |  |
| Kasajima ?’ Sawa ?’, ?’, ?’, ?’ Otani ?’, ?’ Isaka ?’, ?’, ?’, ?’ Sato ?’, ?’ Obe ?’                                   | Marcatori |        |           |  |

| Nuova Taipei 4 dicembre 2001 | Corea del Nord | 19 – 0 | Guam |  |

| Nuova Taipei 6 dicembre 2001                                | Vietnam   | 2 – 0 | Guam |  |
| \| \| \| \| \| Đoàn Thị Kim Chi 13’, 52’ \| Marcatori \| \| |           |       |      |  |
|                                                             |           |       |      |  |
| Đoàn Thị Kim Chi 13’, 52’                                   | Marcatori |       |      |  |

| Nuova Taipei 6 dicembre 2001 | Corea del Nord | 24 – 0 | Singapore |  |

| Nuova Taipei 8 dicembre 2001                                                                                  | Giappone  | 11 – 0 | Guam |  |
| \| \| \| \| \| Sawa ?’, ?’ Isaka ?’, ?’ Ito ?’ Otani ?’, ?’, ?’ Fujimura ?’ Isozaki ?’, ?’ \| Marcatori \| \| |           |        |      |  |
| |           |        |      |  |
| Sawa ?’, ?’ Isaka ?’, ?’ Ito ?’ Otani ?’, ?’, ?’ Fujimura ?’ Isozaki ?’, ?’                                   | Marcatori |        |      |  |

| Nuova Taipei 8 dicembre 2001 | Corea del Nord | 4 – 0 | Vietnam |  |

| Nuova Taipei 10 dicembre 2001 | Vietnam | 8 – 0 | Singapore |  |

| Nuova Taipei 10 dicembre 2001                   | Giappone  | 0 – 1         | Corea del Nord |  |
| \| \| \| \| \| \| Marcatori \| ?’ Ri Kum-suk \| |           |               |                |  |
|                                                 |           |               |                |  |
|                                                 | Marcatori | ?’ Ri Kum-suk |                |  |

| Nuova Taipei 12 dicembre 2001                              | Giappone  | 3 – 1 | Vietnam |  |
| \| \| \| \| \| Ito ?’ Otani ?’, ?’ \| Marcatori \| ?’ ? \| |           |       |         |  |
|                                                            |           |       |         |  |
| Ito ?’ Otani ?’, ?’                                        | Marcatori | ?’ ?  |         |  |

| Nuova Taipei 12 dicembre 2001 | Guam | 1 – 2 | Singapore |  |

### Gruppo C

#### Classifica
| Pos. | Squadra    | Pt | G | V | N | P | GF | GS | DR  |
| ---- | ---------- | -- | - | - | - | - | -- | -- | --- |
| 1.   | Cina       | 9  | 3 | 3 | 0 | 0 | 31 | 0  | +31 |
| 2.   | Uzbekistan | 6  | 3 | 2 | 0 | 1 | 9  | 11 | -2  |
| 3.   | Hong Kong  | 3  | 3 | 1 | 0 | 2 | 2  | 15 | -13 |
| 4.   | Filippine  | 0  | 3 | 0 | 0 | 3 | 1  | 17 | -16 |

#### Risultati
| Nuova Taipei 5 dicembre 2001 | Cina | 10 – 0 | Hong Kong |  |

| Nuova Taipei 5 dicembre 2001 | Uzbekistan | 5 – 0 | Filippine |  |

| Nuova Taipei 7 dicembre 2001 | Hong Kong | 2 – 1 | Filippine |  |

| Nuova Taipei 7 dicembre 2001 | Cina      | 11 – 0 | Uzbekistan |  |
| \| \| \| \| \| Zhang Ouying 9’, 17’, 18’, 58’ Bechtova 37’ (aut.) Liu Ailing ?’ Mo Chenyue ?’ Zhao Lihong ?’ Qu Feifei ?’ \| Marcatori \| \| |           |        |            |  |
| |           |        |            |  |
| Zhang Ouying 9’, 17’, 18’, 58’ Bechtova 37’ (aut.) Liu Ailing ?’ Mo Chenyue ?’ Zhao Lihong ?’ Qu Feifei ?’                                   | Marcatori |        |            |  |

| Nuova Taipei 9 dicembre 2001 | Uzbekistan | 4 – 0 | Hong Kong |  |

| Nuova Taipei 9 dicembre 2001                                                                               | Cina      | 10 – 0 | Filippine |  |
| \| \| \| \| \| Qu Feifei 2’ Sun Wen ?’ Pu Wei ?’, ?’, ?’ Liu Ying ?’, ?’ Bai Jie ?’, ?’ \| Marcatori \| \| |           |        |           |  |
| |           |        |           |  |
| Qu Feifei 2’ Sun Wen ?’ Pu Wei ?’, ?’, ?’ Liu Ying ?’, ?’ Bai Jie ?’, ?’                                   | Marcatori |        |           |  |

### Raffronto tra le seconde classificate
La prima classificata si qualifica alle semifinali. I risultati contro le quinte classificate dei gironi A e B non sono stati conteggiati per determinare la classifica delle tre squadre.

#### Classifica
| Pos. | Squadra       | Pt | G | V | N | P | GF | GS | DR  |
| ---- | ------------- | -- | - | - | - | - | -- | -- | --- |
| 1.   | Giappone      | 6  | 3 | 2 | 0 | 1 | 17 | 2  | +15 |
| 2.   | Taipei cinese | 6  | 3 | 2 | 0 | 1 | 10 | 1  | +9  |
| 3.   | Uzbekistan    | 6  | 3 | 2 | 0 | 1 | 9  | 11 | -2  |

## Fase a eliminazione diretta

### Tabellone
|  | Semifinali | Semifinali     | Semifinali |          |                | Finale          | Finale          | Finale          |  |
|  |            |                |            |          |                |                 |                 |                 |  |
|  | 1A         | Corea del Sud  | 1          |          |                |                 |                 |                 |  |
|  | 1A         | Corea del Sud  | 1          |          |                |                 |                 |                 |  |
|  | 2B         | Giappone       | 2          |          |                |                 |                 |                 |  |
|  | 2B         | Giappone       | 2          |          | Corea del Nord | Corea del Nord  | 2               |                 |  |
|  |            |                |            |          | Corea del Nord | Corea del Nord  | 2               |                 |  |
|  |            |                | Giappone   | Giappone | 0              |                 |                 |                 |  |
|  | 1B         | Corea del Nord | Giappone   | Giappone | 0              | 3               |                 |                 |  |
|  | 1B         | Corea del Nord |            |          |                | 3               |                 |                 |  |
|  | 1C         | Cina           | 1          |          |                | Finale 3º posto | Finale 3º posto | Finale 3º posto |  |
|  | 1C         | Cina           | 1          |          |                |                 |                 |                 |  |
|  |            |                |            |          |                |                 |                 |                 |  |
|  |            |                |            |          |                | Corea del Sud   | Corea del Sud   | 0               |  |
|  |            |                |            |          |                | Corea del Sud   | Corea del Sud   | 0               |  |
|  |            |                |            |          |                | Cina            | Cina            | 8               |  |

### Semifinali
| Arbitro: | Pannipar Kamnueng |

|                |           |                         |
| Lee Ji-eun 35’ | Marcatori | 10’ Kobayashi 89’ Otani |

| Arbitro: | Anna De Toni |

|                            |           |             |
| ? ?’ ? ?’ Jin Pyol-hui 65’ | Marcatori | 35’ Sun Wen |

### Finale terzo posto
| Arbitro: | Tammy Ogston |

|  |           |                                                              |
|  | Marcatori | 5’, 87’ Pu Wei 14’, 20’, 60’, 63’ Bai Lili 89’, 90’ Han Duan |

### Finale
| Arbitro: | Mayumi Oiwa |

|                                |           |  |
| Ri Kum-suk 68’ Ri Un-gyong 75’ | Marcatori |  |